# Lecanthus petelotii
Lecanthus petelotii är en nässelväxtart som först beskrevs av François Gagnepain, och fick sitt nu gällande namn av C.J. Chen. Lecanthus petelotii ingår i släktet Lecanthus och familjen nässelväxter.

## Underarter
Arten delas in i följande underarter:
- L. p. corniculata
- L. p. yunnanensis